# Min Li Marti
Min Li Marti (Berna, Suiza, 1 de junio de 1974) es una socióloga, historiadora, editora y política suiza del Partido Socialdemócrata de Suiza (SP).

## Biografía
Min Li Marti nació en Berna como hija de una madre refugiada china y un padre suizo, y creció en Olten. En 1995 se mudó a Zürich, donde completó sus estudios en sociología, periodismo, historia social y económica en la Universidad de Zúrich en el 2000. En 2004 fue la cofundadora de la productora Das Kollektiv für audiovisuelle Werke GmbH. De 2012 a 2015, trabajó como consultora sénior para el Kampagnenforum y una agencia de comunicaciones. Como columnista del periódico gratuito 20 Minuten, Martí se hizo conocido por un público más amplio. Desde finales de 2014, ha sido la editora en jefe del periódico semanal P.S. basado en Zürich. Martí está casado con el político suizo Balthasar Glättli y vive en Zürich-Wipkingen. Según los dos políticos, su hija, nacida el 24 de enero de 2018, es la primera infante cuyos padres son miembros del Consejo Nacional al mismo tiempo. Hasta la sesión de primavera a fines de febrero de 2018, Marti y Glättli quieren tomar un permiso parental; Marti continuará su permiso de maternidad posteriormente.

## Carrera política
La carrera política de Martí comenzó en la asociación de estudiantes de la Universidad de Zúrich (VSUZH). De 2002 a 2015 representó a los distritos 4 y 5 para el partido político SP en el parlamento de la ciudad de Zúrich (Gemeinderat). Trabajando para la Zürich Film Foundation, ella asesoró a los políticos de SP, y desde 2000 hasta 2004, fue secretaria partidaria del SP del Cantón de Zúrich, donde fue responsable de la campaña electoral cantonal. De 2008 a 2010, dirigió las campañas como secretaria central en el sindicato VPOD, y en 2011, junto con Andrea Sprecher, organizó la campaña electoral nacional del SP. De 2009 a 2015 presidió el SP Group y la Intergroup Commission (IFC). Min Li Marti es miembro de la junta directiva local de SP. En las elecciones del Consejo Nacional Suizo de 2015, fue elegida para el SP, donde es miembro de la Comisión de Ciencia, Educación y Cultura (WBK).